# Earl Witte
Earl John Witte, a veces escrito Witty (St. Peter, 12 de diciembre de 1906-St. Peter, 1 de noviembre de 1991) fue un jugador de fútbol americano estadounidense. Jugó fútbol americano universitario para los Gustavus Adolphus Golden Gusties y luego fue miembro de los Green Bay Packers de la National Football League (NFL). También jugó con el Phantom Athletic Club, los Carlson y los Ewald, en las filas locales, así como también tuvo un breve paso por los Philadelphia Eagles.

## Primeros años de vida y carrera futbolística
Witte nació el 12 de diciembre de 1906 en St. Peter, Minesota. Asistió a St. Peter High School y es uno de los tres únicos alumnos que alguna vez llegó a la NFL. En su último año en 1925, promedió más de 12 yardas por acarreo y corrió para 1719 yardas en ocho juegos. Fue descrito como «una de las sensaciones de las escuelas secundarias del sur de Minnesota». Witte también practicó varios otros deportes en St. Peter. Ingresó en el Gustavus Adolphus College en 1926.
Witte estuvo en el equipo de fútbol de primer año en su primer año y también jugó como guardia en su equipo de baloncesto. Llegó al equipo universitario y tuvo un tiempo de juego significativo como fullback en 1927; lideró la conferencia en anotaciones con siete touchdowns y ayudó a Gustavus Adolphus a ganar el título del circuito, por lo que fue seleccionado en el primer equipo de todas las conferencias. También fue seleccionado en el segundo equipo estatal. Halsey Hall de The Minneapolis Journal, al seleccionar a Witte para el segundo equipo de todo el estado, señaló que era un «creador de touchdowns de lujo y el genio defensivo de los backs de Gustie. Witt[e]... podría estar en el primer equipo sin cualquiera que se sienta herido por ello».
Witte también jugó para el equipo de baloncesto Gustavus Adolphus de 1927-28 y los ayudó a ganar el campeonato estatal, además de ser seleccionado para el equipo de baloncesto de todo el estado. Se declaró no elegible para jugar en la temporada de fútbol de 1928. Pudo regresar para la temporada de 1929 y se convirtió en uno de los mejores jugadores del equipo; a través de los juegos jugados hasta el 23 de octubre, estaba 15 puntos por delante de la ventaja anotadora de la conferencia con 39, y The Minneapolis Star informó que «sus golpes contundentes cuando se necesitan yardas anotadas [y son] el principal responsable de la victoria de los Gusties. volver a la prominencia en el campo de juego de la universidad estatal». Terminó la temporada habiendo anotado 52 puntos (48 en ocho touchdowns y cuatro en puntos extra), lo que empató el récord de anotación de todos los tiempos de la conferencia. Fue nombrado segundo equipo estatal por su desempeño. También continuó jugando baloncesto y obtuvo una segunda selección estatal.
Witte pudo regresar para su quinto año en 1930 y obtuvo los honores del primer equipo en todo el estado y en todas las conferencias. En un artículo de The Minneapolis Journal se señaló que «[un] defensa es Earl Witt[e], el chico de Gustavus que despotricaba y deliraba y corría por un campo de fútbol. El chico estaba en llamas en un partido de fútbol y, si lo detuvieron en la primera mitad, regresó como el día del Juicio Final en la segunda. Fue fuerte a la defensiva y una de las chispas del conjunto Gustie».
Witte comenzó a jugar para el Phantom Athletic Club de la Park Football League local y comenzó la temporada como su mariscal de campo, para luego pasar a ser su fullback titular; Era uno de los cuatro jugadores en el backfield del equipo conocidos como los «Cuatro fantasmas al galope». Después de la temporada de fútbol, se unió al equipo de baloncesto American Legion en la Liga AAU de Minneapolis y jugó la temporada 1931-32 con ellos. En la temporada de fútbol de 1932, jugó para un equipo conocido como los Carlson antes de dejarlo al final de la temporada para unirse a los Ewald.
Witte jugó los dos primeros partidos de 1933 con los Ewald, pero luego tomó la decisión de regresar a la universidad para una última temporada de fútbol con Gustavus Adolphus. Según se informa, jugó «mejor que nunca» esa temporada y fue nombrado miembro del primer equipo de todas las conferencias y de todos los estados. Posteriormente se reunió con los Ewald y jugó el fin de año con ellos.
En agosto de 1934, Witte fue contratado por los Green Bay Packers de la National Football League (NFL). Entró en el equipo y apareció en cinco de los 13 juegos de los Packers, dos como titular, ayudándolos a compilar un récord de 7-6. Jugó como bloqueador y back defensivo y tuvo un total de ocho intentos de carrera para 22 yardas, con un promedio de 2,8 yardas por acarreo mientras usaba el número 23. Después de un juego de exhibición contra los Chicago Bears, el Green Bay Press-Gazette señaló que «quería demostrar que [Bronko] Nagurski y [Jack] Manders no fueron los únicos habitantes de Minnesota en el campo anoche, y lo hizo de manera bastante competente. Una vez, cuando el Bronc atravesó la línea de los Packer en una de sus zambullidas aplastantes, Witte se acercó rápidamente desde la secundaria y levantó al Bronc en el aire mientras avanzaba y lo arrojó de espaldas». También se dice que golpeó a Gene Ronzani con tanta fuerza que Ronzani «se detuvo, se acurrucó y cayó al suelo como si se hubiera golpeado contra un muro de piedra».
Witte fue vendido junto con Carl Jorgensen a los Philadelphia Eagles en mayo de 1935. Al final no jugó para los Eagles. En cambio, regresó al equipo de fútbol de Ewalds esa temporada y jugó todo el año con ellos.

## Vida posterior y muerte
Después de retirarse del fútbol, Witte trabajó en el departamento de bienestar público del estado de Minnesota durante 30 años hasta jubilarse en 1971. También sirvió en la Armada de los Estados Unidos durante la Segunda Guerra Mundial durante tres años. Murió el 1 de noviembre de 1991 en St. Peter, Minesota, a la edad de 84 años.